# Mark V Special Operations Craft
Mark V Special Operations Craft je třída hlídkových člunů námořnictva Spojených států amerických. Hlavním úkolem těchto člunů je přeprava operátorů jednotek Navy SEALs. Dále slouží k ochraně pobřežních vod a přístavů. Celkem bylo vyrobeno 20 člunů této třídy pro americké námořnictvo. Dalších pět člunů objednal Bahrajn. Dalším uživatelem třídy je Řecko.

## Pozadí vzniku

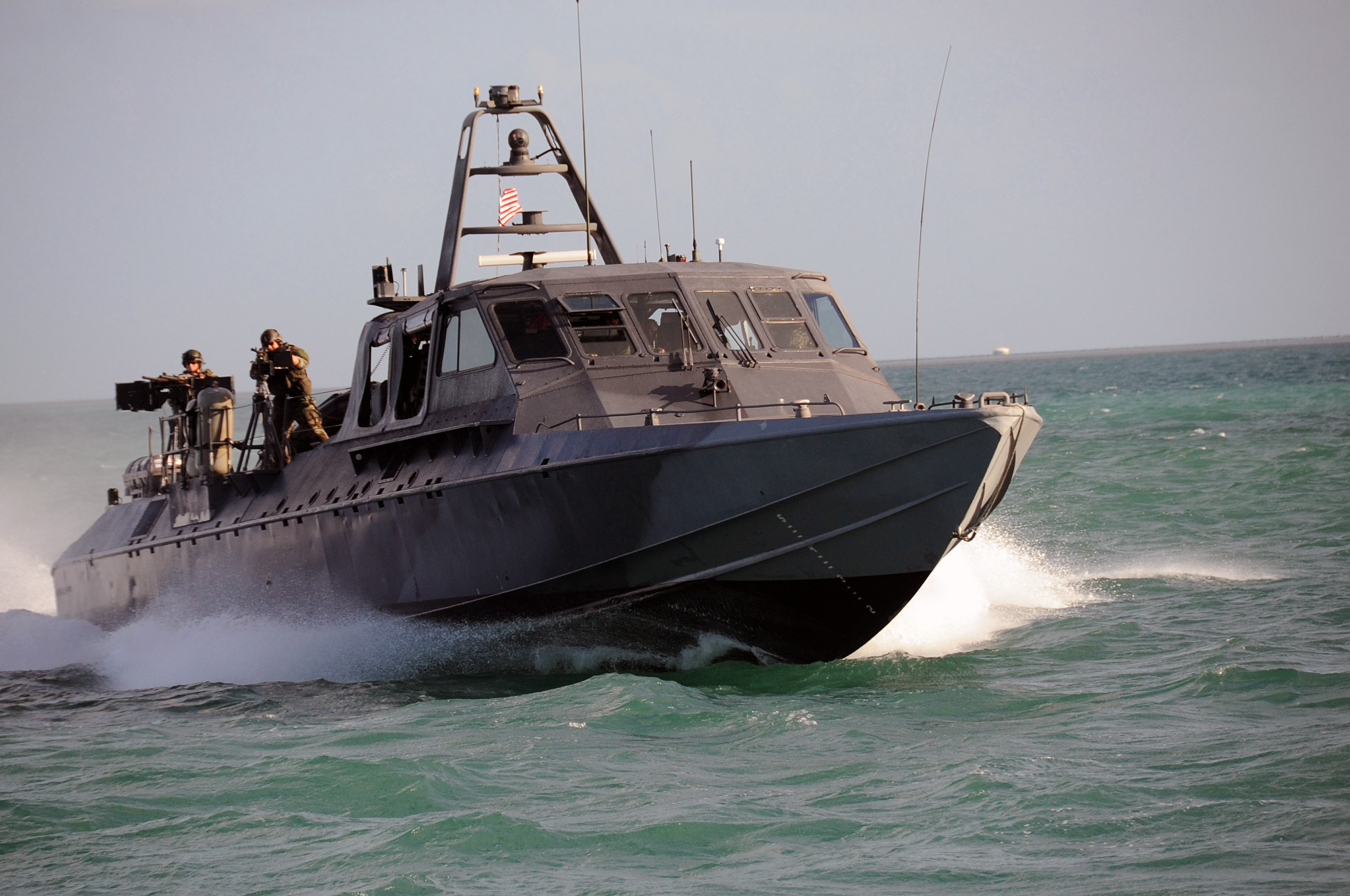
MK V SOC

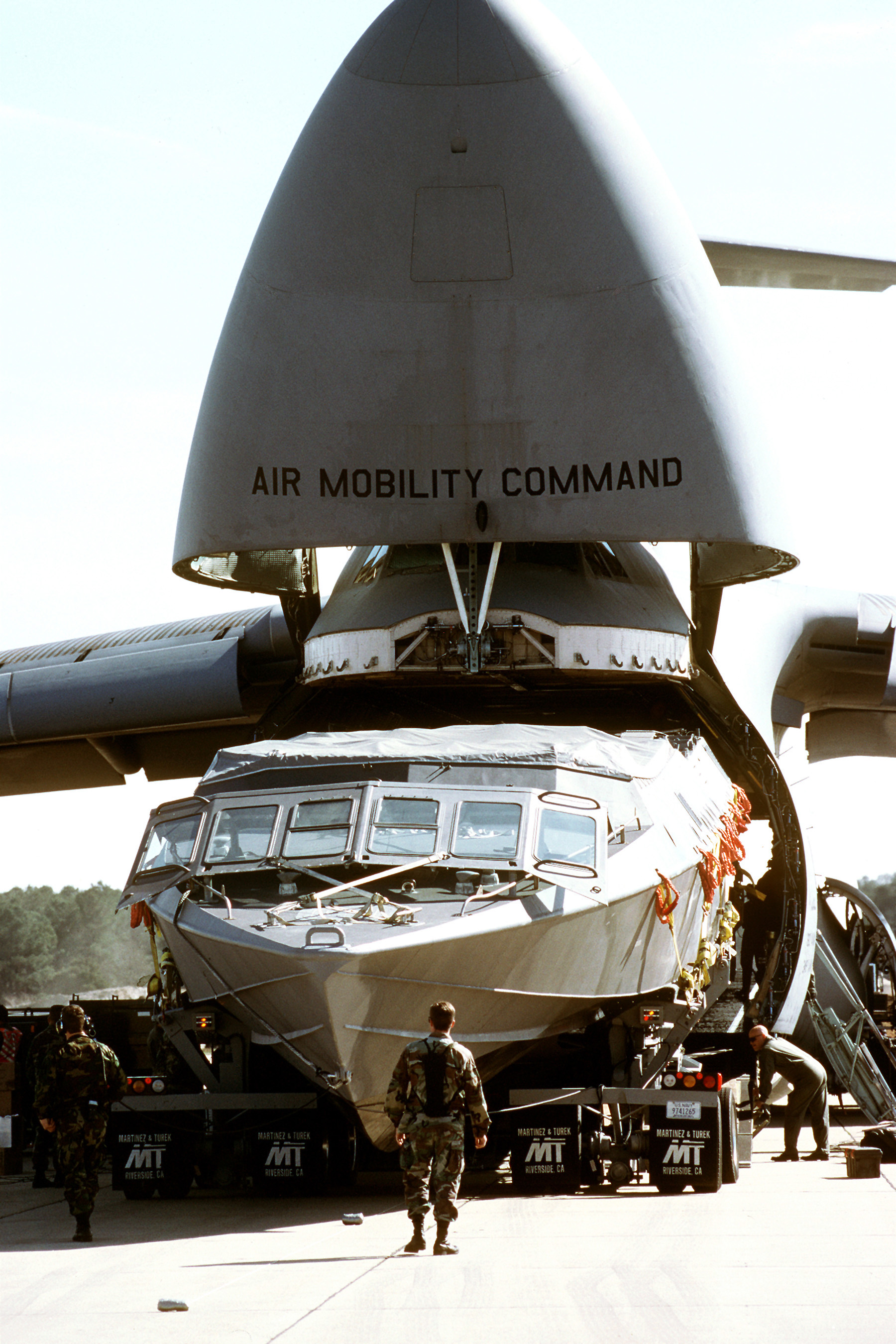
Hlídkový člun MK V SOC je nakládán do transportního letounu Lockheed C-5 Galaxy

V letech 1995-1999 bylo loděnicí Maine Marine Manufacturing LLC. vyrobeno celkem 20 člunů tohoto typu.

## Konstrukce
Čluny Mk V SOC lze přepravovat transportními letouny Lockheed C-5 Galaxy (2 ks) a McDonnell Douglas C-17 Globemaster III (1 ks). Člun má šestičlennou posádku, přičemž uveze výsadek do velikosti čety (16 osob). Výsadku přitom slouží čluny Mk V nesené rychlé čluny CRRC (Combat Rubber Raiding Craft). Čluny nesou čtyři univerzální lafety k uchycení různých druhů výzbroje – 40mm automatické granátomety Mk 19, 12,7mm kulomety M2 Browning, 7,62mm kulomety M240, nebo 7,62mm rotační kulomety GAU-17. K obraně proti letadlům mohou nést protiletadlové raketové komplety FIM-92 Stinger. Pohonný systém tvoří dva diesely MTU 12V 396 TE94, každý o výkonu 1704 kW. Nejvyšší rychlost dosahuje 48 uzlů.

### Modernizace
Řecké námořnictvo své čtyři čluny tohoto typu vybavilo novým komunikačním vybavením, navigačním radarem a senzorem FLIR. Roku 2023 se navíc rozhodlo na záď člunů instalovat izraelskou kompaktní zbraňovou stanicí Typhoon MLS-ER, vyzbrojenou čtyřmi řízenými střelami Spike-ER s dosahem osm kilometrů.

## Uživatelé
Bahrajn
- Bahrajnské královské námořnictvo – Roku 2021 dodáno pět člunů (Al-Daibal, Askar, Jaww, Al-Hidd, Taghleeb).[4]

 Řecko
- Řecké námořnictvo – V dubnu 2020 dodány čtyři čluny.[5]

 USA
- US Navy – Hlavní uživatel, 20 ks.